# Рехорст
Рехорст (нем. Rehhorst) — община в Германии, в земле Шлезвиг-Гольштейн. 
Входит в состав района Штормарн. Подчиняется управлению Нордстормарн.  Население составляет 682 человека (на 31 декабря 2010 года). Занимает площадь 16,19 км².